# Bristol Jupiter
Bristol Jupiter var en brittisk flygmotor som konstruerades av Bristol Aeroplane Company i slutet av första världskriget. Under 1920- och 1930-talen var den den mest sålda brittiska flygmotorn och den tillverkades också på licens i ett flertal länder. Den efterträddes på 1930-talet av Bristol Pegasus.

## Utveckling
Motorn konstruerades 1918 av Roy Fedden för Brazil, Straker & Co. Brazil-Straker var i första hand en biltillverkare och valde därför att knoppa av flygmotortillverkningen i bolaget Cosmos Engineering samma år. Cosmos blev dock kortlivat och gick i konkurs redan 1920 varefter verksamheten övertogs av Bristol Aeroplane Company. Bristol hade redan ett gott samarbete med Cosmos och den första varianten av Jupiter användes redan i prototyperna av Bristol Badger. Det var tack vare Bristols resurser som tillverkningen av flygmotorer tog fart. Jupiter och den något mindre varianten Mercury användes i nästan alla Bristols flygplan och såldes dessutom till flera andra flygplanstillverkare.
År 1925 konstruerade Roy Fedden sin första motor med kompressor. Utgångspunkten var Jupiter-motorn, men den fick kortare slaglängd vilket ansågs lämpligare för högre varvtal. Resultatet blev den motorn Bristol Mercury som trots ett något mindre format än Jupiter ändå kunde producera mer effekt. Jupiter VII och XFS var de enda versionerna av Jupiter som tillverkades med kompressor. Vidareutvecklingen av Jupiter med kompressor krävde så stora förändringar att Bristol lanserade den under ett nytt namn; Bristol Pegasus.

## Varianter
- Cosmos Jupiter I – 400 hk. Endast två tillverkade 1918.
- Cosmos Jupiter II – 400 hk. Endast en tillverkad 1918.
- Bristol Jupiter III – 400 hk. Serieproduktion påbörjad 1923.
- Bristol Jupiter IV – 430 hk med variabla ventiler och Triplex-förgasare (1926).
- Bristol Jupiter V – Jupiter IV upptrimmad till 480 hk.
- Bristol Jupiter VI – 520 hk. Tillverkades både med 6,3:1 och 5,3:1 kompression.
- Bristol Jupiter VIA – 440 hk. Civil version av Jupiter VI.
- Bristol Jupiter VII – 380 hk. Testbänk för kompressor.
- Bristol Jupiter VIII – 440 hk. Första Jupiter-motorn med reduktionsväxel.
- Bristol Jupiter IX – 480 hk.
- Bristol Jupiter IXF – 550 hk.
- Bristol Jupiter X – 470 hk.
- Bristol Jupiter XF – 540 hk.
- Bristol Jupiter XI – 500 hk.

## Användning
Bristol Jupiter har bland annat använts i följande flygplan:
- Aero A.32
- Airco DH 9
- Arado Ar 64 (motorn licenstillverkad av Siemens-Halske)
- Boulton Paul Sidestrand
- Bristol Badger
- Bristol Bulldog
- de Havilland Hercules
- Dornier Do 11 (motorn licenstillverkad av Siemens-Halske)
- Fokker C.V
- Fokker F.VIII
- Fokker F.IX (motorn licenstillverkad av Gnome-Rhône)
- Gloster Gamecock
- Gourdou-Leseurre GL.30 (motorn licenstillverkad av Gnome-Rhône)
- Handley Page Hinaidi
- Hawker Woodcock
- Junkers W 34 (a- och b-versionerna)
- Nakajima A1N (motorn licenstillverkad av Nakajima)
- PZL P.7 (motorn licenstillverkad av PZL)
- Polikarpov I-5 (motorn licenstillverkad av Sjvetsov)
- Polikarpov I-15 (motorn licenstillverkad av Sjvetsov)
- Svenska Aero Jaktfalken
- Tupolev I-4
- Vickers Wibault
- Westland Limousine
- Westland Wapiti